# Кирсино
Ки́рсино — деревня во Мгинском городском поселении Кировского района Ленинградской области.

## История
На карте Ингерманландии А. И. Бергенгейма, составленной по шведским материалам 1676 года, упоминается деревня Kirfwelä.
На шведской «Генеральной карте провинции Ингерманландии» 1704 года, составленной по материалам 1678 года, — Kirsila.
На карте Санкт-Петербургской губернии Я. Ф. Шмидта 1770 года она обозначена как деревня Кирсино.
Как деревня Ярсино она отмечена на карте Санкт-Петербургской губернии 1792 года А. М. Вильбрехта.
На карте Санкт-Петербургской губернии Ф. Ф. Шуберта 1834 года упоминается деревня Кирсино, состоящая из 21 крестьянского двора. К востоку от неё располагалось озеро Карьевское из которого вытекал ручей Гурьевский.

КИРСИНА — деревня принадлежит действительной тайной советнице княгине Татьяне Юсуповой, число жителей по ревизии: 82 м. п., 96 ж. п. (1838 год)

Согласно карте профессора С. С. Куторги 1852 года деревня Кирсина находилась близ озера Корьевского и насчитывала 21 двор.

КИРСИНА — деревня князя Юсупова, по почтовому тракту и просёлочной дороге, число дворов — 56, число душ — 88 м. п. (1856 год)

Число жителей деревни по X-ой ревизии 1857 года: 85 м. п., 76 ж. п..

КИРСИНО — деревня владельческая при колодцах, число дворов — 59, число жителей: 86 м. п., 97 ж. п.; Школа. (1862 год)

Согласно подворной переписи 1882 года в деревне проживали 42 семьи, число жителей: 85 м. п., 98 ж. п.; разряд крестьян — временнообязанные.
В конце XIX — начале XX века деревня административно относилась к Лезьенской волости 1-го стана Шлиссельбургского уезда Санкт-Петербургской губернии.
К 1913 году количество дворов в деревне уменьшилось до 37.
С 1917 по 1923 год деревня Кирсино входила в состав Ивановского сельсовета Лезьенской волости Шлиссельбургского уезда.
Согласно военно-топографической карте Петроградской и Новгородской губерний издания 1921 года к северу от деревни Кирсино протекала река Ольховка и находилось озеро Мамкино. На реке близ деревни располагался мост и водяная мельница. К востоку от деревни находилось озеро Керьевское.
С 1923 года в составе Ленинградского уезда.
С 1924 года в составе Лезьенского сельсовета.
Согласно данным переписи населения СССР 1926 года в деревне Кирсино проживали 207 человек — все русские.
С февраля 1927 года в составе Мгинской волости. С августа 1927 года в составе Мгинского района.

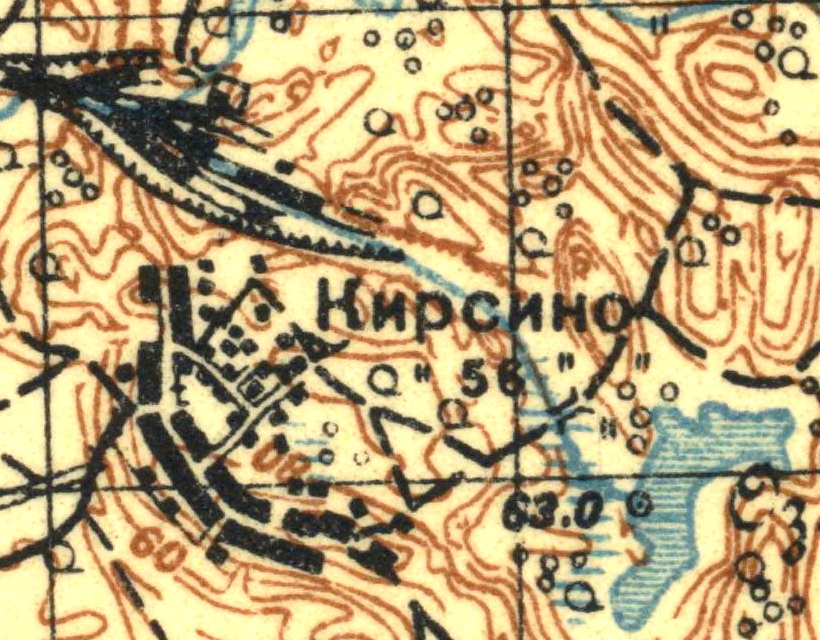
План деревни Кирсино. 1931 год

Согласно топографической карте 1931 года деревня насчитывала 56 дворов.
По данным 1933 года деревня Кирсино входила в состав Лезьенского сельсовета Мгинского района.
Деревня была освобождена от немецко-фашистских оккупантов 23 января 1944 года.
В 1958 году население деревни Кирсино составляло 321 человек.
С 1960 года в составе Тосненского района.
По данным 1966 и 1973 годов деревня Кирсино также входила в состав Лезьенского сельсовета Тосненского района.
По данным 1990 года деревня Кирсино входила в состав Лезьенского сельсовета Кировского района.
В 1997 году в деревне Кирсино Лезьенской волости проживали 26 человек, в 2002 году — 49 человек (русские — 96 %).
В 2007 году в деревне Кирсино Мгинского ГП — 39.

## География
Деревня расположена в юго-западной части района на автодороге 41К-525 (Сологубовка — Кирсино), к югу от центра поселения, посёлка Мга.
Расстояние до административного центра поселения — 18 км.
Расстояние до ближайшей железнодорожной станции Сологубовка — 10 км.
К востоку от деревни находится озеро Гурьевское, к северу — озёра Большая Майна и Малая Майна.

## Демография
| 1862 | 2007 | 2010 | 2017 |
| ---- | ---- | ---- | ---- |
| 183  | ↘39  | ↗59  | ↘58  |

## Улицы
Карьерная, Лесная.